# Lars Eliazon
Lars Eliazon, född 1939 i Eskilstuna, död 2007 i Thailand, var en svensk journalist och TV-producent.
Eliazon inledde karriären på tidningen Folket och senare Nerikes Allehanda innan han 1965 kom till Aftonbladet där han var sportreporter och senare allmänreporter. Senare blev han reportagechef på Hemmets Journal. 1976 anställdes Eliazon av televisionen där han blev han reporter på Rapport i TV2.
År 1979 lämnade han journalistiken för att bli informationschef vid Samhällsföretag. Detta blev kortvarigt och han återkom till televisionen 1980 som anställd vid SVT Malmö som redaktionssekreterare för Barnjournalen. I september 1981 deltog Eliazon i starten av samhällsprogrammet Magazinet som producent, först med Jan Guillou och Annika Hagström som programledare, senare enbart Guillou. Detta program utvecklades till Rekordmagazinet 1984, även det med Guillou som programledare och Eliazon som producent. Han var även producent för Beslutsfattarna, ett annat Guillouprogram.
År 1990 efterträdde han Sune Kempe som chef för det regionala nyhetsprogrammet Sydnytt. Han var också producent för samhällsprogrammet Glashuset när det startade 1990. Han var också projektledare för den del av morgonprogrammet Gomorron Sverige som sändes från Malmö från 1993.
En bilolycka 1995 och efterföljande hälsoproblem gjorde att Eliazon lämnade TV-karriären under 1990-talet.